# Trevor Daley
Trevor Daley (ur. 9 października 1983 w Toronto, Kanada) – hokeista kanadyjski, gracz ligi NHL, reprezentant Kanady.

## Kariera klubowa
- Sault Ste. Marie Greyhounds (1999 - 2003)
- Dallas Stars (2003 - 11.07.2015)
  -  Utah Grizzlies (2003 - 2004)
  -  Hamilton Bulldogs (2004 - 2005)
- Chicago Blackhawks (11.07.2015 - 15.12.2015)
- Pittsburgh Penguins (15.12.2015 - 1.07.2017)
- Detroit Red Wings (1.07.2017 -

## Kariera reprezentacyjna
- Reprezentant Kanady na MŚ w 2006

## Sukcesy
Klubowe
- Puchar Stanleya z zespołem Pittsburgh Penguins w sezonie 2015-2016
- Puchar Stanleya z zespołem Pittsburgh Penguins w sezonie 2016-2017